# Christophe Plantin
Christophe Plantin, também em português Cristóvão Plantino (Saint-Avertin, Indre-et-Loire, perto de Tours, 1514 — Antuérpia, 1 de julho de 1589) foi um humanista, publicador e impressor neerlandês. Deixou sua terra natal por causa das perseguições religiosas. Seu trabalho como encadernador, começou em Antuérpia, em 1549. Iniciou a produção e publicação de livros em 1555. Suas oficinas tipográficas estiveram em operação até 1867 e agora estão preservadas no Museu Plantin-Moretus. Impressor da "Bíblia de Antuérpia" em oito volumes, seus livros são admirados pela qualidade de suas publicações.

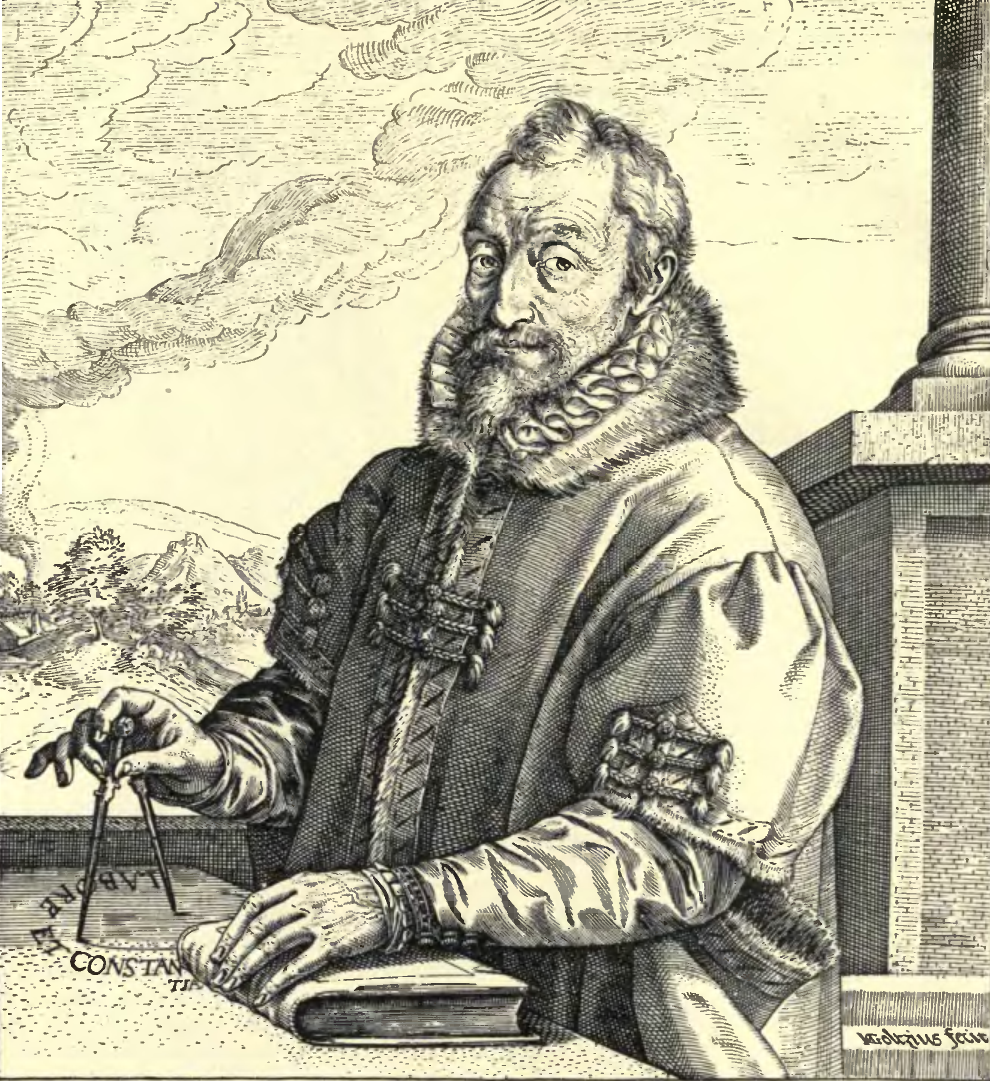
Christophe Plantin, gravura de Hendrick Goltzius.

## Biografia
Quando jovem, aprendeu a arte de encadernação em Lyon tendo lá se casado. Em 1545, ele e sua esposa, Joanna Riviere, montam uma oficina tipográfica em Paris, mas, três anos depois decidem se transferir para o centro comercial da Antuérpia, onde Plantin se torna cidadão livre e membro da Fraternidade de São Lucas, órgão protetos dos pintores, escultores, gravadores e impressores. Devido à qualidade de seus trabalhos como encadernador, chegou a ter contato com nobres e pessoas influentes. Ao fazer a entrega de uma encomenda importante, foi atacado equivocadamente, tendo recebido um ferido nos braços que o impediu de continuar suas funções de encadernador, levando-se a dedicar-se à tipografia e à impressão. Por volta de 1555, ele já é dono de sua própria oficina tipográfica e impressor realizado. O primeiro livro que se sabe ter ele impresso foi "La Institutione di una fanciulla nata nobilmente", de Giovanni Michele Bruto (1515-1594), com uma tradução para o francês.

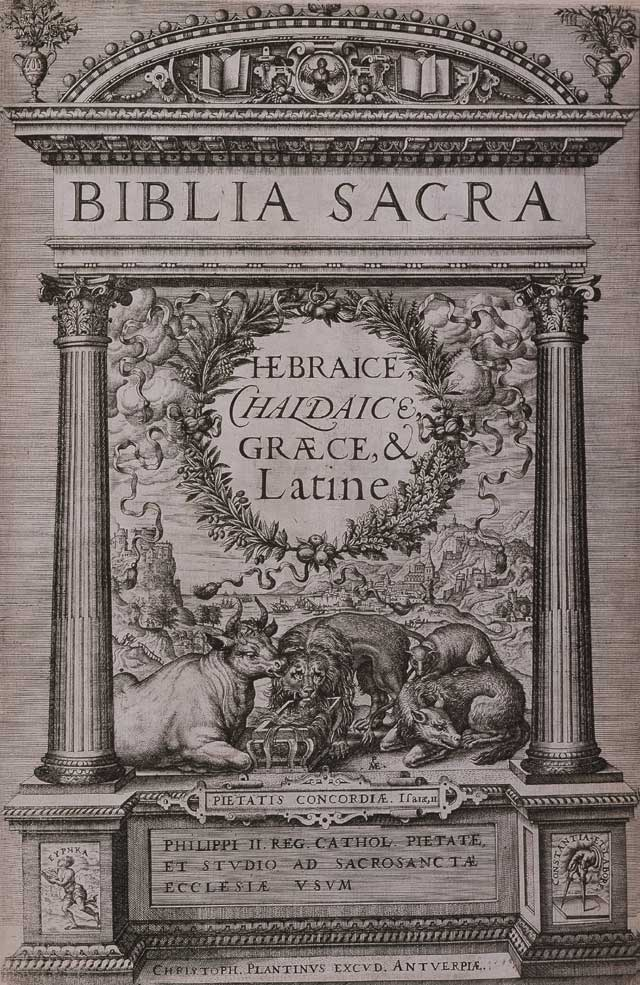
A Bíblia Poliglota de Plantin, publicada entre julho de 1568 e 31 de maio de 1572.

A esta obra, seguiram muitos outros trabalhos em francês e latim, os quais em termos de realização rivalizavam com as maiores impressões de sua época. A arte da gravação nessa época florescia na Holanda, e os gravadores holandes ilustraram muitas de suas edições. Em 1562, quando Platin havia se ausentado de Paris, seu assistente imprimiu um panfleto herético, que resultou na apreensão de suas máquinas e pertences as quais foram vendidas. No entanto, ele parece ter recuperado muitos dos seus valores que ele havia perdido. Com a ajuda de quatro comerciantes de Antuérpia, ele conseguiu se reestabelecer e expandir seus negócios significativamente. Dentre esses amigos estavam dois bisnetos de Daniel Bomberg (1470-1549), que lhe forneceram faces de tipo em hebraico desse renomado impressor veneziano. Esta feliz aliança durou até 1567, o que possibilitou a Plantin adquirir uma casa na Rua Kammer a qual ele deu o nome de "De Gulden Passer".
Este gesto reflete o sucesso comercial na publicação de seus livros de emblema, ou emblematas, que apresentavam coleções de imagens acompanhadas de textos explicativos curtos e frequentemente enigmáticos. Foi nessa época que Plantin adotou sua marca como impressor a qual apareceria em várias formas nos títulos das páginas de todos os livros de Imprensa Plantin.  O lema Labore et Constantia é cercado pelo símbolo de uma bússola sendo segurada por uma mão que se estende de algumas nuvens e chega a formar um círculo. O ponto central da bússola representa a determinação, o ponto móvel que vem a formar o círclo representa o trabalho. Plantin utiliza este ícone em seus retratos, como um que foi encomendado ao pintor flamengo Peter Paul Rubens.
Em 4 de novembro de 1576 os espanhóis brutalmente saquearam e queimaram Antuérpia - terminando decisivamente sua supremacia como centro comercial e cidade mais rica da Europa - e Plantin teve de pagar uma soma exorbitante para proteger seus trabalhos de impressão. Ele estabeleceu uma filial de sua oficina em Paris. Em 1583, os estados holandeses precisavam de um tipógrafo para a recem fundada Universidade de Leiden. Plantin para lá se transferiu depois de deixar o seu muito reduzido negócio em Antuérpia para seus genros Jan Moerentorf e Frans van Ravelingen. Plantin deixou sua oficina de Leiden para Raphelengius e voltou para Antuérpia quando a cidade havia já se acalmado, com a consequente conquista pelo príncipe de Parma em 1585. Plantin trabalhou em Antuérpia até a sua morte.

## Seus trabalhos como impressor
Plantin foi um impressor prolífico e próspero empreendedor, tendo publicado mais de 40 edições de livros de emblema. Por outro lado, sua obra mais importante é considerada a "Biblia Regia", também conhecida como Bíblia Poliglota de Plantin. Apesar da oposição dos clérigos de sua época, Plantin foi encorajado pelo rei da Espanha, Filipe II, que incumbiu o erudito espanhol Benito Arias Montano de acompanhar os trabalhos de edição. Sob a cuidadosa assistência de Montano, o trabalho foi terminado em cinco anos (1569-1573). Este trabalho proporcionou a Plantin pouco lucro, mas resultou em uma concessão de privilégios que permitia a publicação de todos os livros litúrgicos católicos romanos (missais, breviários, etc) dentro dos territórios governados por Filipe, tendo recebido o título de "Architypographus Regii", que era devidamente incluído nos frontispícios dos livros de sua oficina tipográfica, e a incômoda tarefa como "prototypo-graphus regius", obrigando-o a inspecionar e verificar a qualidade e a fidelidade dogmática de outros impressores.
Além da Bíblia Poliglota, Plantin publicou muitos outros trabalhos notáveis, tal como o "Dictionarium Tetraglotton", em 1562, sendo um dicionário em grego, latim, francês e flamengo, além de obras de Santo Agostinho e São Jerônimo, os trabalhos botânicos de Remberto Dodoneu, Clúsio e Matias Lobélio e a descrição da Holanda feita por Francesco Guicciardini. Suas edições da Bíblia em hebraico, latim e holandês, seus "Corpus juris", e clássicos em latim e grego, além de muitos outros trabalhos são renomados por causa de sua belíssima execução e fidelidade. Como era habilidoso homem de negócios, por volta de 1575 sua firma de impressão reconhecia mais de 20 imprensas e 73 trabalhadores, além de vários especialistas que realizavam suas tarefas diárias fora de seus lares. A vasta coleção de manuscritos e cartas da "Oficina Plantiniana", como era conhecida, podem ser examinadas "online" no site do Museu Plantin-Moreto, hospedado pela Biblioteca Digital Mundial.
Embora exteriormente fosse considerado como membro fiel da Igreja Católica, ele parece ter usado seus recursos para apoiar as diversas ramificações dos hereges protestantes. Recentemente se sabe que muitos de seus livros, publicados sem o nome do impressor, eram provenientes da Oficina Tipográfica de Plantin.

## Publicações selecionadas
- Biblia Polyglotta: hebraice, chaldaice, graece, et latine - 1569
- Orationum ... Marcus Tullius Cícero, 1584
- Davidis regis ac prophetae aliorumque sacrorum vatum Psalmi, Ex hebraica ...Benedictus Arias Montanus - 1574
- Syrorum peculium: hoc est vocabula apud syros scriptores passim vsurpata ... - 1571
- De veritate religionis christianae liber, aduersus atheos, epicureos, ethnicos, iudaeos, mahumedistas & caeteros infideles - 1583
- Herculis Ciofani Sulmonensis In P. Ouidij Nasonis fastorum libros obseruationes - 1581
- De miracvlis occvltis natvrae - 1581
- Cornelii Valerii Vltraiectini Grammaticarvm institvtionvm lib. IIII - Cornelius Valerius, Willem Silvius - 1562
- Calendarium Ecclesiasticum Recognitum - 1569
- Remberti Dodonaei Mechliniensis medici Cæsarei Stirpium historiae pemptades sex. Siue libri XXX. 1583
- Ars poetica Horatij - Quinto Horacio Flaco, János Zsámboky 1564 (Arte poética de Horácio)
- Commentaria in Ezechielem prophetam, Petrus Serranus - 1572 (Comentários sobre o profeta ezequiel)
- Henrico IV.: Franciæ // et Navarræ // regi avqvstissimo - 1610
- Dionysiou Alexandreos Periegesis, Dionysius (Periegetes.), Musaeus (Grammaticus.), Andreas Papius, Priscian - 1575
- Colloquia familiaria, Desiderius Erasmus - 1536
- Physicae, sev De natvræ philosophia institvtio, perspicve et breviter explicata - 1568